# Spišské Bystré
Spišské Bystré (em alemão: Kuhbach; húngaro: Hernádfalu) é um município da Eslováquia, situado no distrito de Poprad, na região de Prešov. Tem 37,95 km² de área e sua população em 2018 foi estimada em 2.547 habitantes.

## Demografia
| Ano:        | 1994 | 2004   | 2014   | 2024   |
| ----------- | ---- | ------ | ------ | ------ |
| Broj ljudi: | 2174 | 2391   | 2484   | 2480   |
| Razlika:    |      | +9,98% | +3,88% | -0,16% |

| Ano:               | 2023 | 2024   |
| ------------------ | ---- | ------ |
| Número de pessoas: | 2485 | 2480   |
| Diferença:         |      | -0,20% |